# A Division 1958-1959 (Irlanda)
La stagione 1958-1959 è stata la trentottesima edizione della League of Ireland, massimo livello professionistico del calcio irlandese.

## Classifica finale
|  |     | Classifica finale 1958-1959 | Pt | G  | V  | N | P  | GF | GS | DR  |
|  | --- | --------------------------- | -- | -- | -- | - | -- | -- | -- | --- |
|  | 1.  | Shamrock Rovers             | 34 | 22 | 15 | 4 | 3  | 58 | 29 | +29 |
|  | 2.  | Evergreen United            | 29 | 22 | 13 | 3 | 6  | 49 | 27 | +22 |
|  | 3.  | Waterford                   | 29 | 22 | 14 | 1 | 7  | 58 | 36 | +22 |
|  | 4.  | Limerick                    | 27 | 22 | 11 | 5 | 6  | 48 | 31 | +17 |
|  | 5.  | Drumcondra                  | 26 | 22 | 11 | 4 | 7  | 30 | 26 | +4  |
|  | 6.  | Shelbourne                  | 22 | 22 | 7  | 8 | 7  | 35 | 33 | +2  |
|  | 7.  | Transport                   | 19 | 22 | 8  | 3 | 11 | 30 | 37 | -7  |
|  | 8.  | St Patrick's                | 18 | 22 | 9  | 0 | 13 | 45 | 59 | -14 |
|  | 9.  | Cork Hibernians             | 15 | 22 | 5  | 5 | 12 | 29 | 43 | -14 |
|  | 10. | Sligo Rovers                | 15 | 22 | 6  | 3 | 13 | 34 | 51 | -17 |
|  | 11. | Dundalk                     | 15 | 22 | 6  | 3 | 13 | 34 | 63 | -19 |
|  | 12. | Bohemians                   | 15 | 22 | 6  | 3 | 13 | 25 | 50 | -25 |

### Verdetti
- Shamrock Rovers campione d'Irlanda 1958-1959.
- Shamrock Rovers qualificato alla Coppa dei Campioni 1959-1960.

## Statistiche

### Squadre
- Maggior numero di vittorie:  Shamrock Rovers (15)
- Minor numero di sconfitte:  Shamrock Rovers (3)
- Migliore attacco:  Shamrock Rovers e  Waterford (58 gol fatti)
- Miglior difesa:  Drumcondra (26 gol subiti)
- Miglior differenza reti:  Shamrock Rovers (+29)
- Maggior numero di pareggi:  Shelbourne (8)
- Minor numero di pareggi:  St Patrick's (0)
- Maggior numero di sconfitte:  St Patrick's,  Sligo Rovers,  Dundalk e  Bohemians (13)
- Minor numero di vittorie:  Cork Hibernians (5)
- Peggiore attacco:  Bohemians (25 gol fatti)
- Peggior difesa:  Dundalk (63 gol subiti)
- Peggior differenza reti:  Bohemians (-25)

### Capocannoniere
|  | Gol | Marcatore   | Squadra          |
|  | --- | ----------- | ---------------- |
|  | 22  | Donal Leahy | Evergreen United |